# François De Smet
 (février 2024).
Si vous disposez d'ouvrages ou d'articles de référence ou si vous connaissez des sites web de qualité traitant du thème abordé ici, merci de compléter l'article en donnant les références utiles à sa vérifiabilité et en les liant à la section « Notes et références ».
Pour les articles homonymes, voir De Smet.
François De Smet, né le 3 mai 1977 à Bruxelles, est un philosophe, auteur et homme politique francophone belge. Il était le président du parti DéFI entre décembre 2019 et juillet 2024.

## Biographie
François De Smet naît le 3 mai 1977 à Bruxelles.

### Parcours académique
Il est docteur en philosophie de l’Université libre de Bruxelles, après avoir défendu en 2010 une thèse intitulée Le Mythe de la souveraineté – Dialectique de la légitimité, du Corps au contrat social, sous l'égide du professeur Jean-Marc Ferry. Il est également titulaire d'un diplôme de candidat (baccalauréat) en droit et d'un diplôme d'études approfondies (DEA) transdisciplinaire plurifacultaire (Approche transdisciplinaire des enjeux et débats contemporains), dans la même université.
Il a notamment été membre et collaborateur scientifique au sein du Centre interdisciplinaire d'étude des religions et de la laïcité (C.I.E.R.L.) de l'ULB. Auparavant, il a été, de 2003 à 2009, collaborateur scientifique au sein du Centre de Théorie politique de l'Université libre de Bruxelles. Il a été, également, de 2010 à 2016, maître assistant à la Haute École de Namur-Liège-Luxembourg (Louvain-la-Neuve et Namur) et il a été, de 2014 à 2016, maître assistant à la Haute École Ilya Prigogine (Erasme - ULB). Il a été, en outre, membre du jury du Fonds national de la recherche scientifique (FNRS) de 2016 à 2019. Ses domaines de recherche sont la philosophie politique et les enjeux contemporains.
Il a été, de plus, chroniqueur régulier pour la radio La Première (RTBF), le journal La Libre Belgique, L'Écho et le magazine Le Vif/L'Express durant plusieurs années.

### Parcours professionnel
François De Smet a été le conseiller du ministre-président de la Communauté française, Hervé Hasquin, de 1999 à 2004, sur les questions liées à l'égalité des chances et à la citoyenneté.
Il est de 2007 à 2016 cofondateur et gérant de SimonGo! SPRL, une société de création et diffusion d'œuvres audiovisuelles.
Il travaille ensuite, de 2006 à 2010 au Centre pour l'Égalité des Chances et la Lutte contre le Racisme (département migrations).
Il est également, de 2010 à 2015, directeur de Promo Jeunes, un service d'aide en milieu ouvert destiné à aider et orienter les jeunes jusque 18 ans.
Ensuite, de mars 2015 à mars 2019, il est le premier directeur de Myria. Le Centre fédéral Migration, un organisme fédéral indépendant belge chargé de veiller aux droits fondamentaux des étrangers, d'informer les autorités sur l'ampleur des flux migratoires et de stimuler la lutte contre la traite et le trafic des êtres humains.
Il fait également partie du conseil d'administration du centre culturel Le Botanique entre 2015 et 2020.
Il est, de plus, de 2015 à novembre 2021, membre du conseil d'administration du Théâtre National de Belgique.
On peut également mentionner sa participation à diverses associations ou lieux de concertation, tels que le MRAX, le Mouvement contre le Racisme, l'Antisémitisme et la Xénophobie.
Il est aussi membre fondateur, depuis 2003, de l'ASBL La Charge du Rhinocéros, ayant comme objet l'usage de la culture comme vecteur de coopération au développement, de promotion de la citoyenneté et de lutte contre le racisme, tant en Belgique qu'à l'étranger.
Il a fait, en outre, partie de Yapaka, un programme de prévention de la maltraitance à l'initiative du Ministère de la Fédération Wallonie-Bruxelles de Belgique et du comité consultatif de bioéthique de Belgique.
Il est aussi, de 2006 à 2017, vice-président de l'ASBL Article 27, qui œuvre à la démocratisation de l'accès à la culture à destination des usagers les plus précarisés.

### Œuvre philosophique
François De Smet, depuis sa thèse sur la souveraineté, a consacré l’essentiel de ses essais à traiter des questions identitaires et politiques, avec une attention particulière pour la liberté d'expression et la question du mal (Reduction ad hitlerum, 2014), la tradition du libre arbitre confrontée à la science (Lost Ego, 2017), l’amour comme marché (Eros Capital, 2019) ou encore la religion comme jeu (Deus Casino, 2020). Sa méthode consiste à partir d’un fait ou d’un détail de la culture contemporaine pouvant paraître anecdotique (ex: le point godwin ou le pastafarisme) et de dérouler le fil de la pensée pour en développer une philosophie propre dont ce fait anecdotique est le symptôme.
Il entend aussi, dans ses ouvrages, construire des ponts entre disciplines, considérant que la philosophie et les autres sciences, humaines comme exactes, ont trop tendance à rester dans leurs couloirs respectifs. Dans Lost Ego, ainsi, il confronte frontalement la tradition philosophique du libre arbitre avec les avancées les plus récentes en neurosciences. C’est à ce titre que cet ouvrage se verra décerner le grand prix du livre sur le cerveau par la Revue neurologique. Dans Eros Capital, c’est à la confrontation entre les approches sociologique et biologique des relations entre sexes qu’il s’intéresse, provoquant un accueil parfois mitigé voire hostile, comme en témoigne la critique formulée par Eric Zemmour sur cet ouvrage. Dans Deus Casino, François De Smet met en relation la tradition religieuse avec les avancées scientifiques mais aussi juridiques encadrant le développement des rites cultuels.

### Engagement politique
François De Smet a d’abord travaillé pour le cabinet de Hervé Hasquin (MR) entre 1999 et 2014. Il n’occupera plus de fonctions directement liées au monde politique avant d’adhérer au parti DéFI en 2019.
Il se définit comme un libéral de gauche, attaché à la laïcité et à la bonne gouvernance.
Pour François De Smet, « La politique ne devrait pas être un métier [...] Ça devrait être une fonction que l’on occupe durant une partie de sa vie. Si possible en ayant fait quelque chose avant. Et si possible avec l’idée de faire quelque chose après. Un peu comme un service civil que l’on rend à la société. »
Pour lui « si c’est un métier dans lequel vous passez 25 à 30 ans de votre vie, le risque de connexion est évident. On ne voit pas assez d'ouvriers au parlement, pas assez d’enseignants, pas assez de cadres commerciaux… On ne voit pas assez de toute une série de métiers. »
Et celui qui est aussi philosophe et essayiste fait cette proposition : « moi je trouve qu’une bonne façon de revivifier la démocratie serait de limiter les mandats et de faciliter les allées et venues. On pourrait imaginer des congés politiques qui rendent ces aller et retour beaucoup plus faciles. »
Le parcours académique de François De Smet en philosophie s’est orienté, lors de son master et de sa thèse, en philosophie politique. Ce penchant pour la philosophie politique, notamment pour le travail d’Hannah Arendt, s’est par la suite traduit par un intérêt pour les questions identitaires comme la lutte contre le racisme et la lutte contre les discriminations.
Il s’est également penché sur le domaine des migrations qu’il estime être l’un des grands thèmes de notre époque. Cet intérêt s’est, d’ailleurs, matérialisé par son directorat de Myria, son directorat à Promo Jeunes et son travail au Centre pour l'Égalité des Chances et la Lutte contre le Racisme précédemment mentionnés.
Ce passage à la politique s’est fait « par ces personnes qui m'ont à chaque fois tiré de ma zone de confort d'intellectuel casanier ». En effet, il a toujours eu besoin de se frotter au monde réel et il considère que la philosophie, comme la politique, est une expérience du terrain et une envie de changer le monde qu’il a décidé de concrétiser par une expérience politique à DéFI.
Aux élections législatives de 2019, il se présente alors comme tête de liste du parti DéFI à Bruxelles et est élu député avec sa colistière Sophie Rohonyi.
Le 1er décembre 2019, il succède ainsi à Olivier Maingain à la tête du parti DéFI. Il est élu président du parti en seul tour de scrutin avec 62,3 % des voix. Il est réélu président le 4 décembre 2022 avec 59 % des voix.
À la suite des élections législatives fédérales belges de 2024 et la défaite de Défi, François De Smet annonce sa démission de son poste de président de parti,. Sophie Rohonyi le remplace à la tête du parti le 5 juillet 2024. Il est néanmoins élu député à la Chambre des représentants.

## Œuvres
- Les Droits de l'homme. Origine et aléas d’une idéologie moderne, Paris, Éditions du Cerf, coll. « Humanités », 2001, 140 p.  (ISBN 2-204-06719-9)
- Colères identitaires. Essai sur le vivre ensemble, Fernelmont, Belgique, Éditions EME, 2008, 189 p.  (ISBN 978-2-930481-51-7)
- La Clef écossaise. Une enquête sur les vraies origines de la franc-maçonnerie, avec Tristan Bourlard, Paris, Éditions Véga, coll. « Pierre d’angle », 2009, 147 p.  (ISBN 978-2-85829-547-0)
- Le Mythe de la souveraineté, Fernelmont, Belgique, Éditions EME, 2010  (ISBN 978-2-87525-089-6).
- Le Tiers autoritaire. Essai sur la nature de l'autorité politique, Paris, Éditions du Cerf, coll. « Humanités », 2011, 143 p.  (ISBN 978-2-204-09567-9)[15]
- Vers une laïcité dynamique, Bruxelles, Belgique, Éditions de l'Académie, 2012.
- Aux Origines Théologiques de La Souveraineté. E.M.E. Fernelmont, "Divin et Sacré", 2012, 120 p.  (ISBN 978-2-8066-0303-6)
- Contribution dans Foblets, Marie-Claire, and Jean-Philippe Schreiber. Les assises de l’interculturalité / De Rondetafels van de Interculturaliteit / The Round Tables on Interculturalism. Éditions Larcier, 2013.  (EAN 978-2-804453978)
- Une nation nommée Narcisse, Bruxelles, Belgique, Éditions de l'Académie, 2014.
- Reductio ad hitlerum. Une théorie du point Godwin, PUF, coll. « Perspectives critiques », 2014, 168 p. (ISBN 978-2-13-063078-4)[16],[17]
- La Marche des ombres - Réflexions sur les enjeux de la Migration, Espace de libertés, 2015.
- Petit Guide de survie en Belgique fédérale (avec Pierre Kroll), La Renaissance du livre, 2015.
- Les Droits de l'Homme : une idéologie moderne, avec Thierry Bouüaert, Le Lombard, coll. « La Petite Bédéthèque des savoirs » 2017.  (ISBN 978-2-8036-3737-9)
- Lost Ego, la tragédie du « je suis », Presses universitaires de France, 2017, 136p[18].
- Eros capital : les lois du marché amoureux. Paris: Climats, 2019, 400 p.  (ISBN 9782081422698)
- Deus Casino, Presses universitaires de France, « Perspectives critiques », 5 février 2020, 242 p.,  (ISBN 978-2-13-081024-7).

## Films
- La Clef écossaise, avec Tristan Bourlard, 2007.
- Le Quatrième Pouvoir, 1re partie: L'âge d'or, avec Tristan Bourlard, 2012.
- Le Quatrième Pouvoir, 2e partie: L'âge de raison, avec Tristan Bourlard, 2012.
- En attendant Dieu, avec Judith Langerôme, 2016

## Prix et récompenses
- Grand Prix du Livre sur le Cerveau 2018 de la Revue Neurologique pour Lost Ego ;
- prix Melouah-Moliterni 2017 pour la bande dessinée Les Droits de l'homme ;
- prix Léopold Rosy 2015 pour le livre Reductio ad Hitlerum (Académie royale de langue et de littérature française) ;
- prix du Livre politique 2015 pour le livre La Marche des ombres (Foire du Livre politique de Liège) ;
- Hommage de la Chaire Pierre-Théodore Verhaegen (ULB) pour le film La Clef écossaise, 2007.